# 深野弘行
深野 弘行（ふかの ひろゆき、1957年1月30日 - ）は、日本の経産官僚、実業家。伊藤忠商事関西担当専務理事や関西経済同友会代表幹事を歴任。

## 人物
深野和夫山陰合同銀行頭取・島根経済同友会代表幹事の子として生まれた。
慶應義塾大学を経て1979年、通商産業省に入省。1987年貿易局輸出課課長補佐時代、東芝機械ココム違反事件の対応で連日午前4時までの勤務が続き体調を崩す。1990年代、秋田県庁商工労働部長として手腕を発揮して、秋田県内において民間主体のプロバイダー組織である「インターネット協議会」を推進し秋田県内のインターネットの普及に尽力した。白神ネット、インターネット鹿角、きたうら花ネットなど、国内でも草分け的なプロバイダーが誕生した。特に、のちにNPO法人となる「インターネット鹿角」では、鹿角市が主会場となる冬季国体において、リアルタイムで選手結果を配信し大きな話題となった。
2000年には保安院設立を担当する大臣官房参事官を務めた。2001年の中央省庁再編にともない、通商産業省は廃止され、新たに経済産業省が設置された。経済産業省では、2001年1月の原子力安全・保安院発足時に原子力などの安全政策を立案する企画調整課長。その後、資源エネルギー庁に戻り、原子力を含むエネルギー政策にかかわる総合政策課長など推進側と規制側を行き来した。2012年4月18日、国会事故調（東京電力福島原子力発電所事故調査委員会）第8回委員会に参考人として招致された（当時の映像は国会図書館にアーカイブされている。）。
鉄道ファンとしても知られる。

## 略歴
- 1957年 - 誕生。
- 1979年 - 通商産業省入省（基礎産業局総務課）。[4]
- 1986年7月　貿易局輸出課総括班長
- 1988年6月　米国スタンフォード大学客員研究員
- 1989年6月　資源エネルギー庁国際資源課長補佐
- 1990年5月　産業政策局産業資金課長補佐
- 1991年5月　生活産業局総務課長補佐
- 1992年5月　産業政策局流通産業課商業集積推進室長
- 1994年4月　秋田県商工労働部次長
- 1996年4月　秋田県商工労働部長
- 1998年6月　資源エネルギー庁石油部開発課長
- 2000年7月　経済産業省大臣官房参事官(保安院設立担当)
- 2001年 - 原子力安全・保安院企画調整課長
- 2003年 - 資源エネルギー庁総合政策課長
- 2004年 - 大臣官房審議官（地球環境問題担当）
- 2006年　北海道経済産業局長
- 2008年 - 原子力安全・保安院次長
- 2009年 - 近畿経済産業局長
- 2010年7月 - 商務流通審議官兼務原子力安全・保安院原子力災害特別対策監
- 2011年8月 - 原子力安全・保安院長
- 2012年9月 - 特許庁長官
- 2013年6月 - 退官
- 2013年10月 - 伊藤忠商事顧問[5]。
- 2014年4月 - 伊藤忠商事執行役員 機械カンパニープレジデント補佐[6]
- 2016年4月 - 伊藤忠商事常務執行役員 社長補佐(関西担当)[7]
- 2018年4月 - 伊藤忠商事常務理事 社長特命(関西担当)[8]
- 2019年4月 - 伊藤忠商事専務理事 社長特命(関西担当)[9]
- 2019年5月 - 関西経済同友会代表幹事[10]
- 2021年5月 - 関西経済同友会特別幹事(現職)
- 2021年6月 - 伊藤忠商事理事[11]、公益財団法人日本デザイン振興会理事長[12](現職)